# 405 Thia
405 Thia è un asteroide della fascia principale del diametro medio di circa 124,9 km. Scoperto nel 1895, presenta un'orbita caratterizzata da un semiasse maggiore pari a 2,5842661 UA e da un'eccentricità di 0,2448643, inclinata di 11,95206° rispetto all'eclittica.
Il suo nome è dedicato a Teia, nella mitologia greca una titanide, madre di Helios (dio del Sole), Selene (dea della Luna) ed Eos (dea dell'aurora).